# Queue-de-gaze à calotte rousse
Stipiturus ruficeps
Espèce
Statut de conservation UICN

 LC  : Préoccupation mineure
Le Queue-de-gaze à calotte rousse (Stipiturus ruficeps) est une espèce de passereau de la famille des Maluridae.

## Répartition
Il est endémique en Australie.